# Idursulfase
Idursulfase (tên thương hiệu Elaprase), được sản xuất bởi Shire, là một loại thuốc dùng để điều trị hội chứng Hunter (còn gọi là MPS-II). Nó là một dạng tinh khiết của enzyme lysosomal iduronate-2-sulfatase và được sản xuất bằng công nghệ DNA tái tổ hợp trong một dòng tế bào người.
Đây là một trong những loại thuốc đắt nhất từng được sản xuất, có giá 567.412 USD mỗi bệnh nhân mỗi năm.